# Ralph Pratt
Ralph Pratt (Portage, Ohio, 17 maart 1910 - Fayetteville, Pennsylvania, 15 december 1981) was een Amerikaans autocoureur. In 1948, 1949 en 1950 schreef hij zich in voor de Indianapolis 500, maar hij wist zich geen enkele keer te kwalificeren. De laatste race was ook onderdeel van het Formule 1-kampioenschap. Verder nam hij tussen 1948 en 1953 ook deel aan zes AAA Championship Car-races, waarin zijn beste resultaat een vierde plaats was bij de Detroit 100 op de Michigan State Fairgrounds in 1949.
Pratt reed echter vooral in midget cars. Hij won hier in vier jaar 142 races, waarvan drie op dezelfde dag en op verschillende circuits in Ohio. Roger Penske noemde Pratt als zijn jeugdheld.